# Carlos Alberto Cruz
Carlos Alberto O. Cruz (Buenos Aires, 29 de noviembre de 1947) es Doctor en Derecho (UBA), abogado académico graduado en la Facultad de Derecho y Ciencias Sociales de la Universidad de Buenos Aires en mayo de 1975. Licenciado en Derecho, título homologado por el Ministerio de Educación y Ciencia de España (9 de mayo de 1989). Desde el año 1975 se ha dedicado al ejercicio profesional independiente en las especialidades de Derecho penal y Derecho económico. Formó parte del equipo de abogados que promovió la querella entablada para investigar el Plan sistemático de apropiación de menores. Doctor en Ciencias Penales desde el 10 de diciembre de 2019. El Presidente de la Nación Argentina, Alberto A. Fernández, lo postuló para el cargo de Presidente de la Unidad de Información Financiera. El 22 de enero de 2020, se realizó la audiencia pública previo a asumir el cargo.

## Primeros años
Carlos Alberto O. Cruz nació en la Ciudad de Buenos Aires el 29 de noviembre de 1947. Su padre fue empleado bancario y su madre perito mercantil. Estudió toda su vida en el sistema público. Hizo la escuela primaria en el colegio Virgen Generala, distrito escolar Nº 7 y en el Instituto Dámaso Centeno. Cursó en la escuela secundaria en los Colegios Nacional N°17 y Nacional Hipólito Yrigoyen.
Representó a la UIF ante contrapartes extranjera (UIFs) y otras autoridades del exterior en reuniones de alto nivel en asuntos ALA/CFT y otros temas estratégicos, así como en organizaciones y grupos internacionales (GAFI, GAFILAT, GRUPO EGMONT, OCDE, OEA, G20, entre otros.

## Trayectoria profesional

#### Ha presidido e integrado los siguientes Tribunales
- Miembro del Tribunal de Enjuiciamiento del Ministerio Público de la Defensa, designado a propuesta del Consejo Interuniversitario Nacional- CIN (2015-2019);
- Conjuez de la Cámara Federal de Casación Penal, designado por el H. Senado de la Nación (2014-2015);
- Presidente de la Sala III del Tribunal de Disciplina del Colegio Público de Abogados de la Capital Federal, electo por sus pares (2011-2012);
- Vicepresidente I de la Sala III del Tribunal de Disciplina  del Colegio Público de Abogados de la Capital Federal (2010-2011);
- Miembro Titular del Tribunal de Enjuiciamiento del Ministerio Público de la Nación, en representación del Poder Ejecutivo de la Nación (2005-2009);
- Integrante de la nómina de abogados para subrogar Jueces de Primera Instancia en el Fuero en lo Penal Económico (2005-2006);
- Miembro Titular del Jurado de Enjuiciamiento del Tribunal Fiscal de la Nación, designado a propuesta del Colegio Público de Abogados en la Capital Federal (2005).

#### Cargos en el sector público
- Asesor en Directorio del Banco de la Nación Argentina (2005-2007);
- Director del Área Seguridad Pública y Procesal Penal del Proyecto "Digesto Jurídico de la provincia de Chubut;
- Asesor de la "Comisión de Legislación Penal"  y de la "Comisión de Justicia" de la H. Cámara de Diputados de la Nación (2001 y 2004);
- Miembro de la "Comisión de Asesoramiento Normativo", de la Superintendencia de Seguros de la Nación (1989-1990);
- Miembro de la "Comisión Negociadora para la Actividad de Seguros, Reaseguros, Capitalización y Ahorro y Préstamo para la Vivienda", del Ministerio de Trabajo y Seguridad Social (1988-1989);
- Miembro del grupo de trabajo "Comisión Consultiva de Aseguradores - Instituto Nacional de Reaseguros- INdeR, Ministerio de Economía (1985);
- Abogado de la Secretaria de Estado de Comercio (1975-1979);
- Dirigió una Comisión Oficial Especial, designada por la Secretaría de Estado de Comercio del Ministerio de Economía, a los efectos de instruir actuaciones relacionadas con comercialización de mercaderías en zonas de frontera – ilícitos de importación y exportación – en las localidades de Clorinda, Puerto Pilcomayo, Formosa, Provincia de Formosa (año 1975);
- Meritorio en Juzgado Nacional de Instrucción penal (1970/1971).

## Docencia y actividad académica

#### Gestión Académica Institucional
- Miembro del Consejo Directivo de la  Facultad de Derecho (UBA), elegido por el Claustro de profesores (años 2006/2010);
- Editor de la Revista “Crimen y Castigo - Cuaderno del Departamento de Derecho Penal y Criminología” de la   Facultad de Derecho (UBA) (año 2001);
- Miembro del Consejo Consultivo del “Departamento de Derecho Penal y Criminología” de la Facultad de Derecho - UBA (años 2000 y 2001);
- Presidente de la “Editorial Universitaria de Buenos Aires S.E.M.” - EUDEBA[3] (Períodos 1992 – 1994 / 1994 – 1997);
- Integrante del “Acuerdo de Gobierno para la Reforma de la Universidad de Buenos Aires” (Ciudad de Colón, mayo de 1995);
- Miembro de la “Comisión de Hospitales del Consejo Superior de la Universidad de Buenos Aires” (años 1990/1991);
- Vicepresidente de la “Editorial Universitaria de Buenos Aires S.E.M.”- EUDEBA, (1991-1992);
- Miembro del Comité coordinador del “Programa de evaluación del volumen y calidad de la oferta educativa de la Universidad de Buenos Aires” (años 1991/1992);
- Miembro de la “Comisión de Investigación Científica y Tecnológica” del Consejo Superior de la Universidad de Buenos Aires (años 1990/1992);
- Secretario Académico del “Instituto de Estudios comparados en Ciencias Penales y Sociales – INECIP” (años 1990/1992);
- Miembro del Consejo Superior de la Universidad de Buenos Aires, en representación del Claustro de graduados (años 1990-1992);
- Miembro de la “Comisión sobre diagnóstico de la situación Económico Financiera de la Universidad de Buenos Aires” (años 1990/1991);
- Representante de la Universidad de Buenos Aires ante la “Asamblea Universitaria Nacional” (año 1990);
- Miembro del Consejo Directivo de la Facultad de Derecho y Ciencias Sociales de la Universidad de Buenos Aires (años 1984-1986, 1986-1988, 1988-1990, 1990-1992), elegido en representación del claustro de graduados;
- Miembro de la Comisión “Doctorado, Postgrado, Investigación y Carrera Docente” de la Facultad de Derecho y Ciencias Sociales de la Universidad de Buenos Aires (años 1984/1989);
- Miembro del “Consejo Académico Normalizador Consultivo” de la Facultad de Derecho y Ciencias Sociales de la Universidad de Buenos Aires, designado a propuesta de la Asociación de Abogados de Buenos Aires (años 1983-1984).

#### Actividad Docente de grado y posgrado en el país y en le exterior
- Profesor Consulto adjunto Facultad de Derecho - UBA (Niño-Cruz /2015-actual),
- Profesor regular adjunto, por concurso, en la materia “Elementos de Derecho Penal y Procesal Penal”, Facultad de Derecho y Ciencias Sociales, UBA (años 1992/2013 - Cátedra Dr. David Baigún),
- Profesor adjunto interino en la materia “Elementos del Derecho Penal y Derecho Procesal Penal”, Facultad de Derecho y Ciencias Sociales, UBA (cursos de los años 1987 a 1991),
- Jefe de Trabajos Prácticos, por concurso de Carrera Docente, en el Departamento de Derecho Penal y Criminología, Facultad de Derecho y Ciencias Sociales (diciembre de 1986),
- Ayudante primero, por concurso de Carrera Docente, en la materia “Derecho Penal II parte” (calificación obtenida en la prueba de oposición: nueve puntos), Facultad de Derecho y Ciencias Sociales, UBA (segundo cuatrimestre del año 1984, un semestre del año 1985),
- Adjunto (i) en la materia “Política Económica y Tributaria”, Carrera de Abogacía, Universidad Nacional de Lomas Zamora [primer cuatrimestre del año 1985 - Cátedra de los Dres. Rodolfo Bledel y Raúl Scalabrini Ortíz (h)];
- Ayudante primero, por concurso de Carrera docente, en la materia “Economía Política”, Facultad de Derecho y Ciencias Sociales, UBA (primer cuatrimestre del año 1985 - Cátedra Dr. Roberto Lavagna);
- Jefe de Trabajos Prácticos (i), en la materia “Elementos de Economía Política y Política Económica Argentina”, Facultad de Derecho y Ciencias Sociales, UBA (segundo cuatrimestre del año 1975 - cátedra del Dr. Rodolfo Bledel);
- Ayudante de segunda, no graduado, en la materia “Introducción al Derecho y las Ciencias Sociales”, Facultad de Derecho y Ciencias Sociales, UBA (primer y segundo cuatrimestre del año 1973, cátedra del Dr. Norberto Griffa);
- Auxiliar docente en la materia “Introducción al Derecho y las Ciencias Sociales” (no graduado), Facultad de Derecho y Ciencias Sociales, UBA (primer y segundo cuatrimestre de los años 1971-1972, curso del Dr. Humberto Quiroga Lavié).

#### Profesor de cursos de posgrado en Universidades Nacionales
- Universidad de Buenos Aires, Comahue, Rosario, Mar del Plata, de la Patagonia San Juan Bosco, del Centro de la Provincia de Buenos Aires y en el “Centro de Investigación y Prevención de la Criminalidad Económica – Cipce.”;
- Docente en los cursos del “Centro de Estudios Penales del Banco Central” dirigido por el Dr. David Baigún;
- Profesor de las materias de grado y postgrado: “Introducción al Derecho y las Ciencias Sociales”, “Política Económica y Tributaria”, “Economía Política”, “Elementos de Economía Política y Política Económica Argentina”, “Elementos de Derecho penal, Derecho procesal penal y Criminología”, “Delitos económicos”, “Delitos Informáticos”, “Delitos Dolosos de Comisión”, “Delitos Económicos y Responsabilidad del Síndico”, “Problemas dogmáticos actuales de los delitos culposos”, “Teoría de los sistemas y dogmática penal”, “Monopolios - Defensa de la competencia”, “Delitos contra la libertad”, “Delitos societarios”.

#### Ha publicado entre otros trabajos
- “Aportes al pensar penal económico”;
- “Delincuencia económica y acceso a la justicia en tiempos de globalización”;
- “Delitos contra el orden económico y financiero”;
- “La fábrica como núcleo productivo y efector disciplinario - Origen de la ciudad moderna”;
- “Sobre el estudio de los delitos económicos”, “Delitos económicos - Algunas reflexiones para un saber jurídico integrador”;
- “Análisis doctrinario y jurisprudencial sobre los artículos 158 (Delitos contra la libertad de trabajo y asociación), 159 (Competencia desleal)160 (Derecho de reunión) y 161 (Delitos contra la libertad de prensa) del Código Penal de la República Argentina”;
- “Vigencia de las Normas en Materia de Precios y Abastecimiento”;
- “Política Criminal - Necesidad de un pensamiento situado”;
- “Mercado de Seguros y Defensa de la Competencia”;
- “Sociedad informatizada y control”;
- “Protección jurídico penal de la competencia”;
- “Delincuencia informática. El software como objeto de conductas disvaliosas”;
- “Introducción a la teoría social de Max Weber”.